# ホーファールト・フリンク
ホーファールト・フリンク（ホーフェルト・フリンク、Govert Teuniszoon Flinck、1615年1月25日 - 1660年2月2日）はオランダの画家である。

## 略歴
現在のドイツ、ノルトライン＝ヴェストファーレン州のクレーフェで生まれた。クレーフェは当時はクレーフェ公国であった。絹商人の徒弟として働き始めたが、絵や版画を学ぶために、1629年にオランダ北部のレーワルデンに移り、宗教画を得意とするランベルト・ヤコブスゾーン(Lambert Jacobsz.: 1598-1636)の弟子になった。仲間のヤーコプ・アドリアンスゾーン・バッケル(1608-1651)と1632年頃、アムステルダムに移り、フリンクはレンブラント(1606-1669)の工房で働き始めた。
肖像画家として有名になり、アムステルダムの裕福な市民や王族の肖像画を描いた。ブランデンブルク選帝侯フリードリヒ・ヴィルヘルムやオラニエ公マウリッツらの肖像画も描いた。
1652年にアムステルダムの市民権を得て、1656年にオランダ東インド会社の取締役の娘と結婚した。
集団肖像画を含む肖像画家として知られるが聖書の物語を題材にした絵画も描いた。新しいアムステルダム市庁舎の壁画も描いた。
その作品のスタイルはレンブラントやアンソニー・ヴァン・ダイク(1599-1641)、ピーテル・パウル・ルーベンス(1577-1640)からも影響を受けているとされる。

## 作品

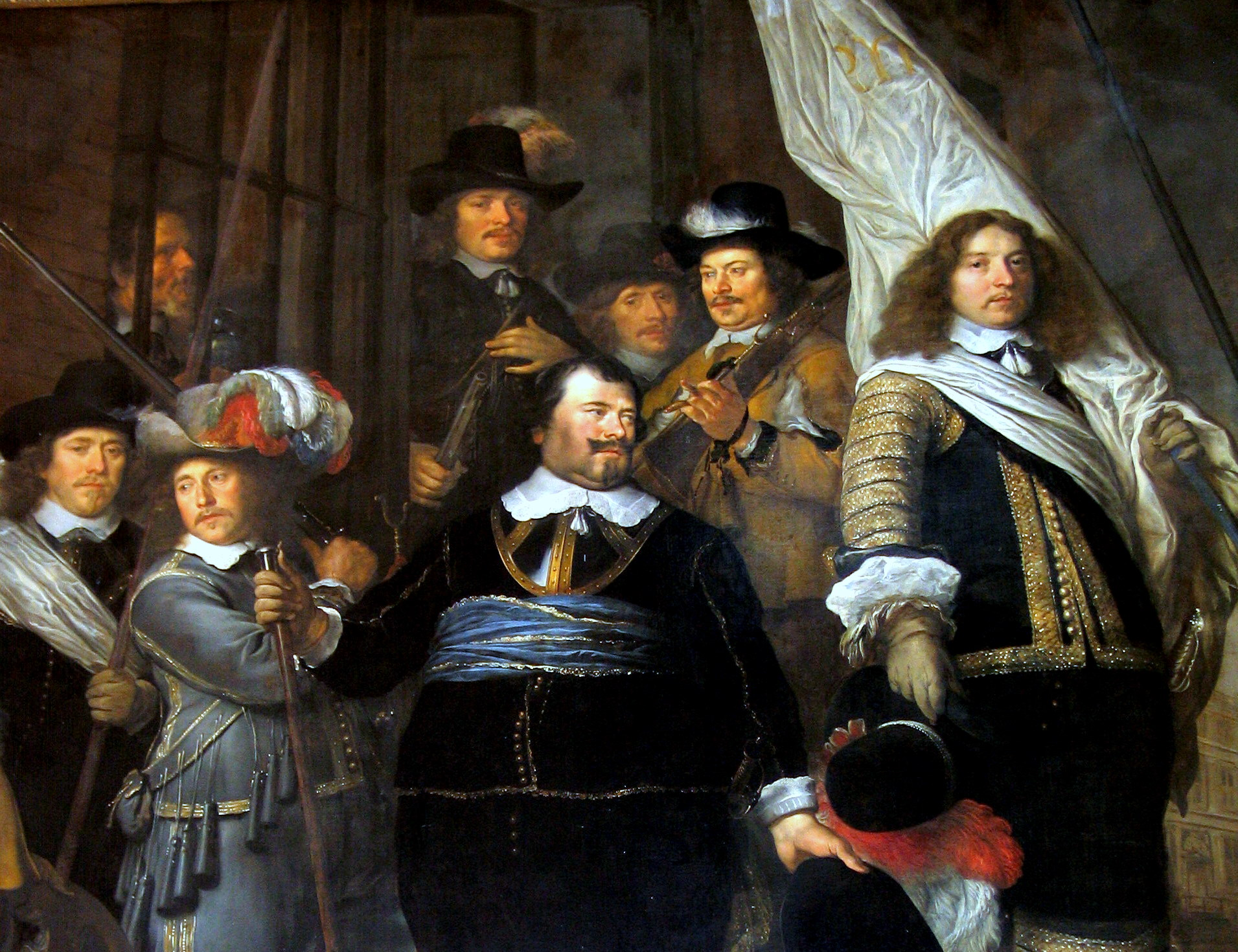
アムステルダム市長と部下たちの肖像画 (1648) Amsterdam Museum 蔵
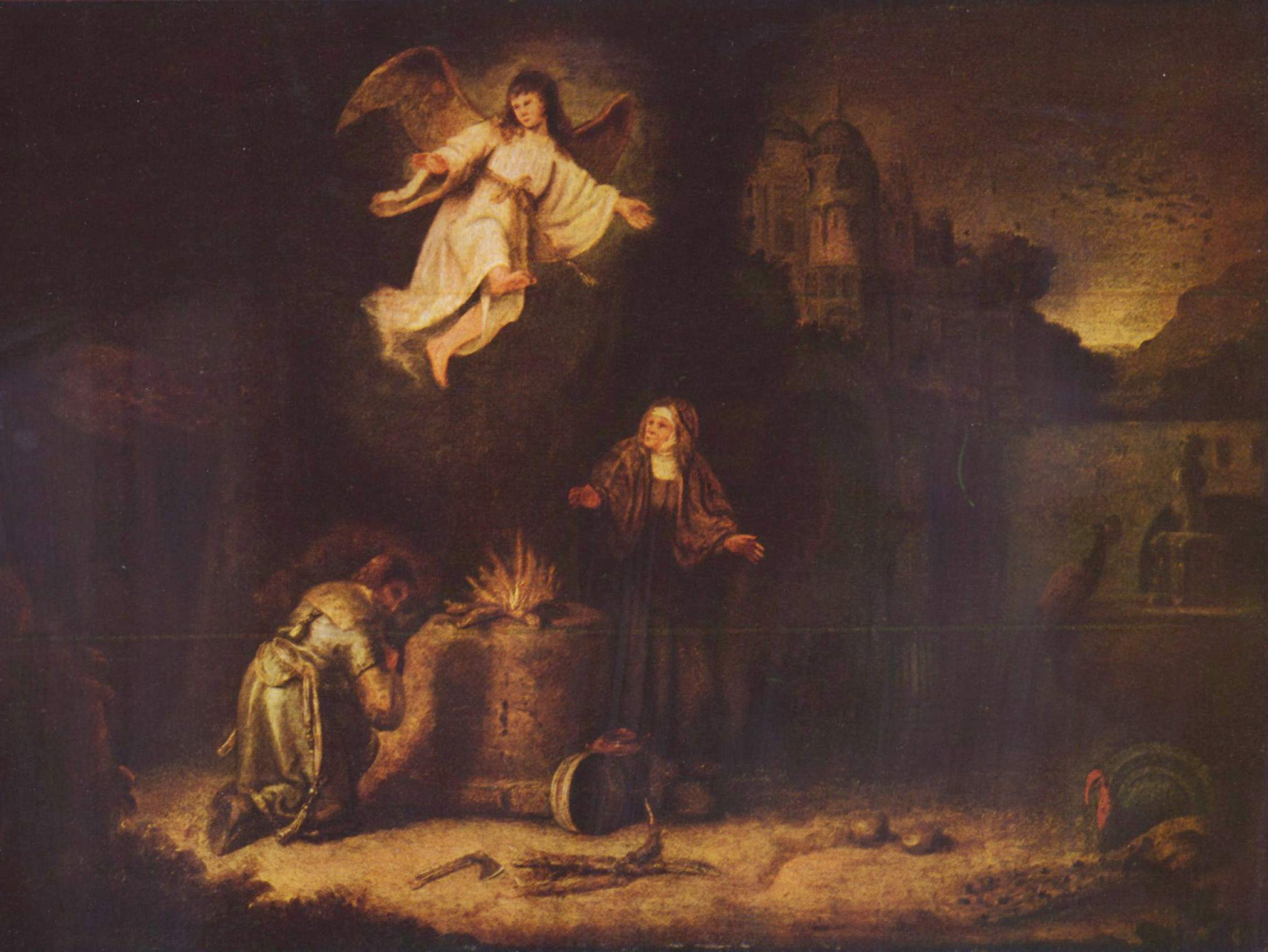
マノアのいけにえ ブダペスト国立西洋美術館蔵
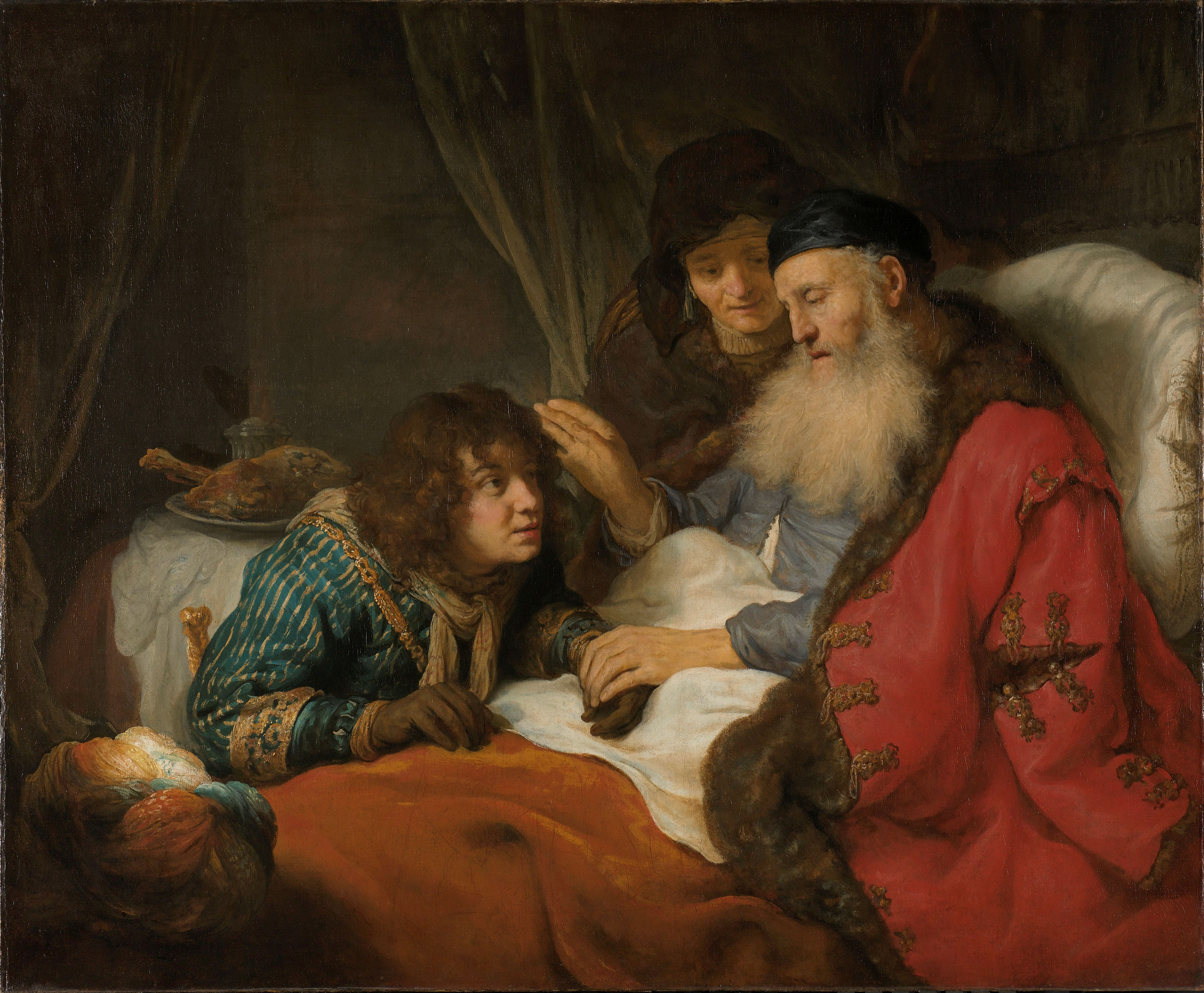
『ヤコブを祝福するイサク』(1638) アムステルダム国立美術館蔵

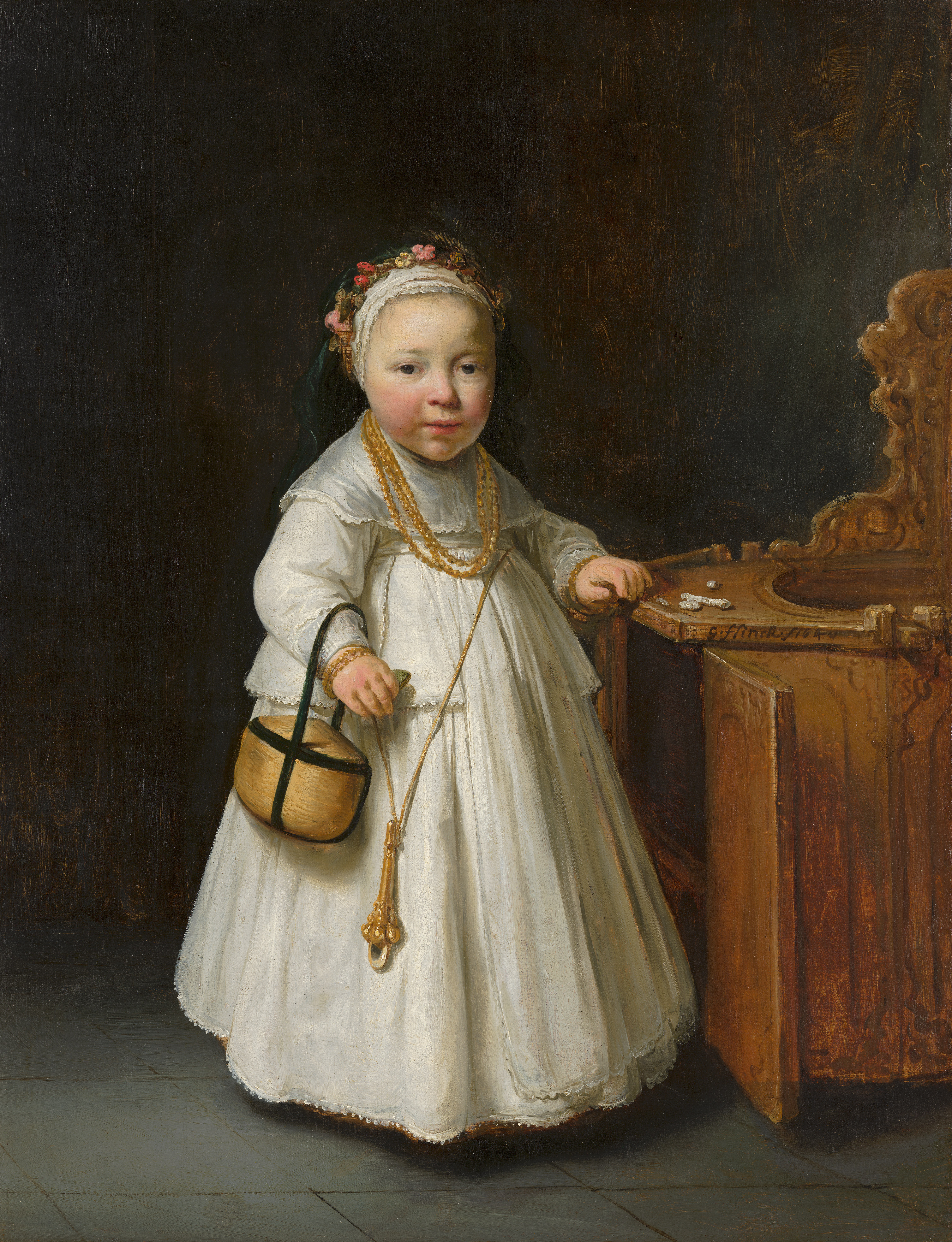
『椅子の傍らの少女』(1640) マウリッツハイス美術館蔵
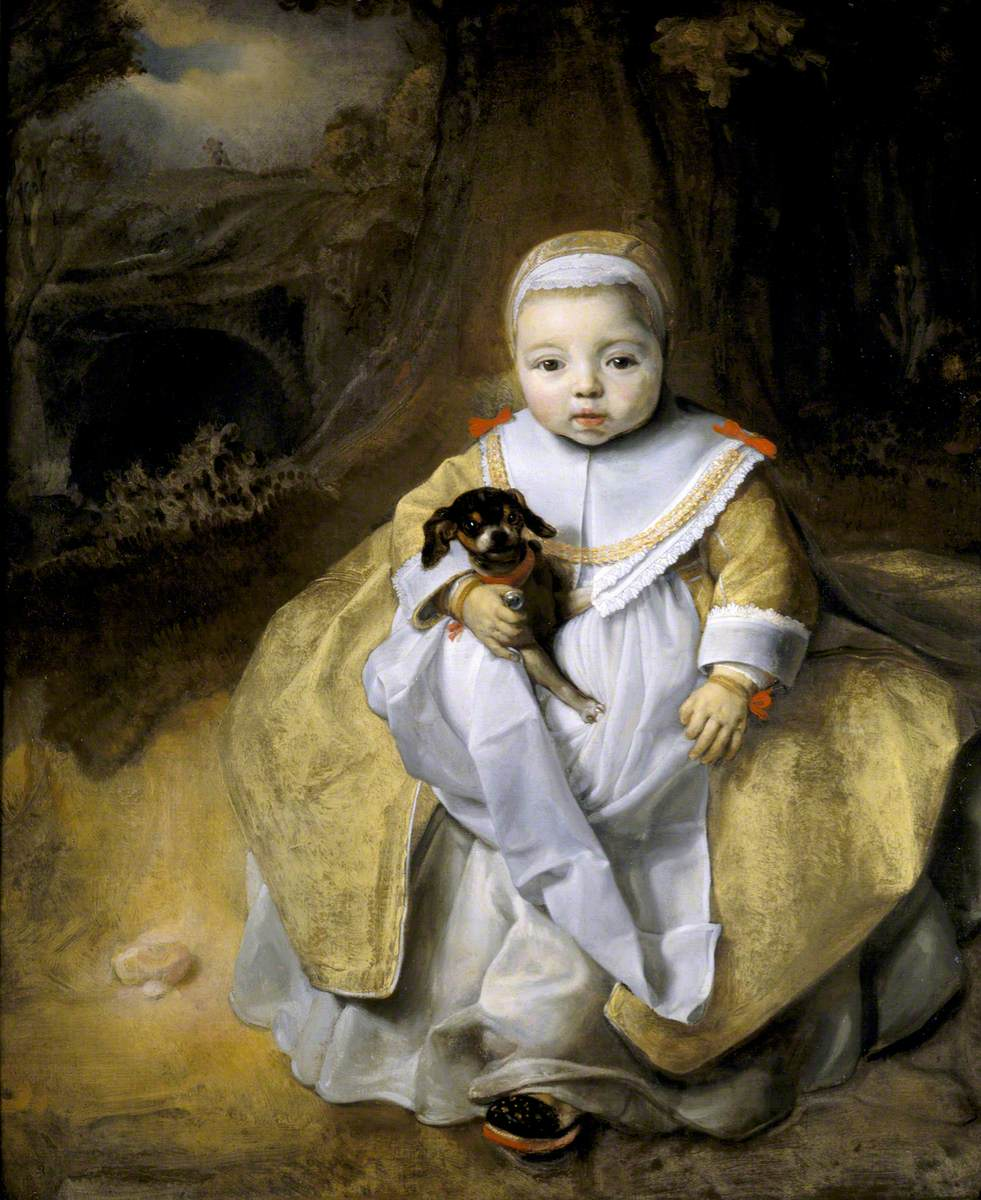
犬を抱える幼児(1640/1642)
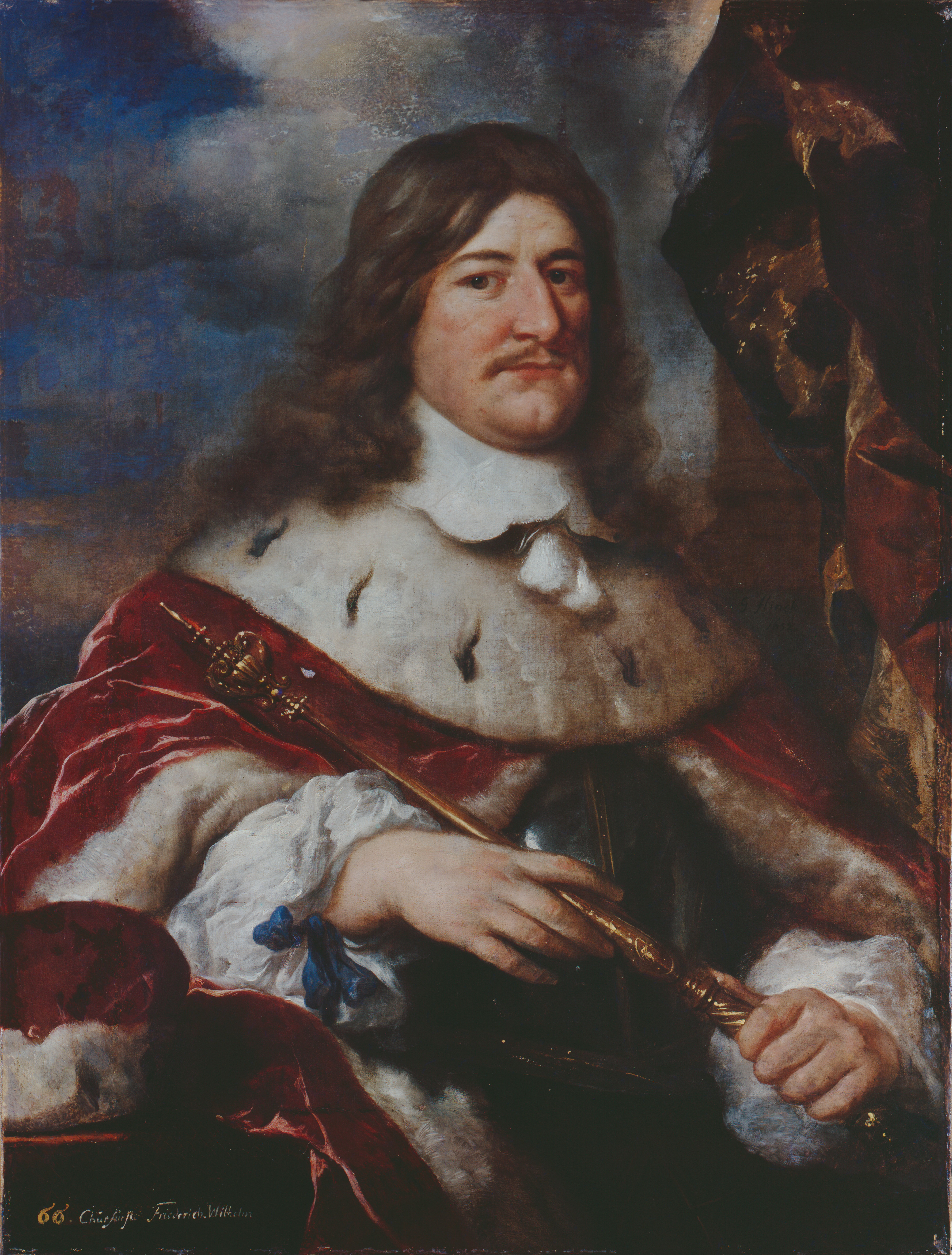
フリードリヒ・ヴィルヘルム (ブランデンブルク選帝侯)(1652) シャルロッテンブルク宮殿蔵
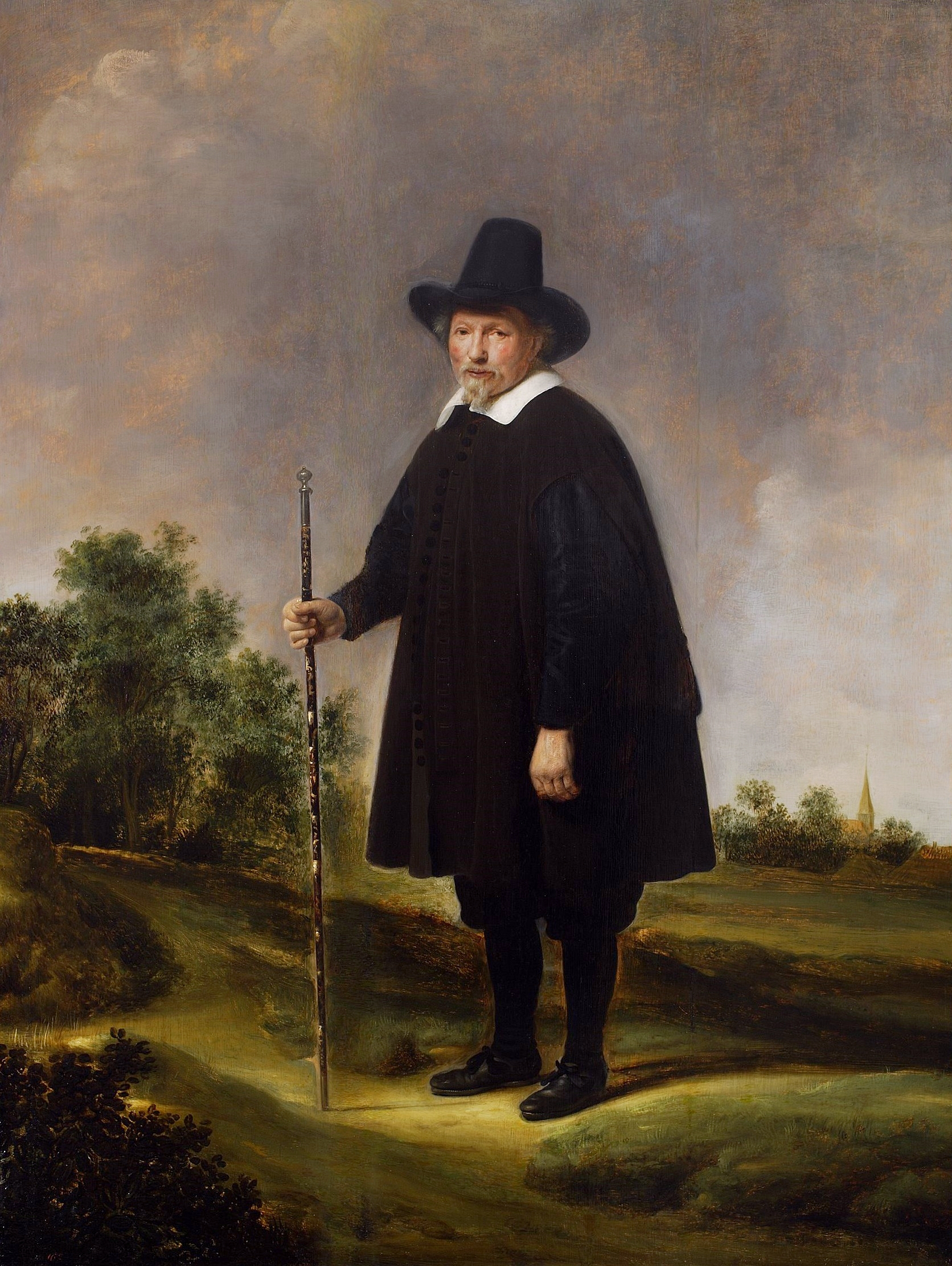
男の肖像画(1636/1640) ワルシャワ国立美術館蔵
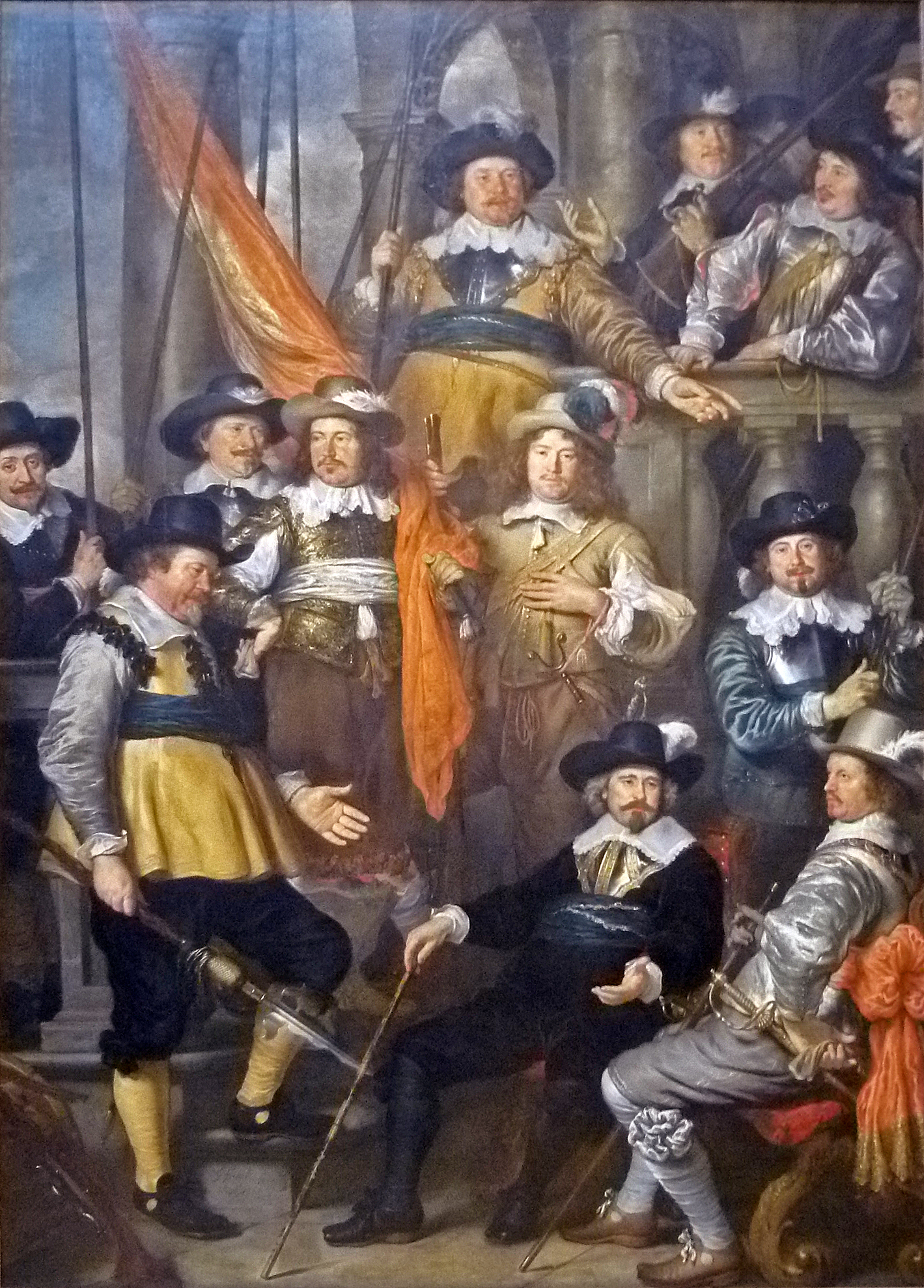
アムステルダム銃士兵隊の隊員たち